# الأنبا بسنتاؤس
الأنبا بسنتاؤس، (بالإنجليزية: Bishop Basantaous)‏ المعروف أيضا بالأنبا بسنتي، أسقف قفط، وُلد القديس بسنتاؤس (بسندة) بقرية شمير من في أرمنت، حوالي سنة 568 م، من أبوين مسيحيين تقيين، ربياه بفكر مسيحى. حفظ الكثير من الكتب الإلهية، التهب قلبه بالحياة الرهبانية وتعرف على العلوم الكنسية منذ صباه فانطلق إلى القديس الأنبا إيليا الكبير رئيس دير أبي فام بجبل شامة، وأمضى الشطر الكبير من حياته في الجبل.